# Enrico Rossi (pallanuotista)
Enrico Rossi (Genova, 16 luglio 1881 – Castagnevizza del Carso, 24 maggio 1917) è stato un pallanuotista, nuotatore e calciatore italiano.

## Biografia
Nato a Genova da Enrico, dopo aver giocato a calcio nell'Andrea Doria, divenne socio del Genoa, entrando nella sezione pallanuoto della società ligure.
Nel 1913 organizzò il primo "Miglio marino di Sturla", mettendo in palio la coppa vinta nella "Traversata di Roma" tra l'emergente Salvatore Cabella ed il campione Malito Costa, che se l'aggiudicò.
Quando, nel 1915, l'Italia entrò nella Prima guerra mondiale, Rossi venne arruolato. Cadde per le ferite riportate in combattimento, con il grado di tenente, tra il 23 e 24 maggio 1917 sul Carso, durante la decima battaglia dell'Isonzo. Fu decorato con la medaglia d'argento al valor militare.

## Carriera

### Nuoto
Attivo nei primi anni del XX secolo, ottenne nei Campionati italiani di nuoto due ori, nel miglio ai campionati italiani estivi di nuoto 1903 e nel fondo ai campionati italiani estivi di nuoto 1914, oltre a 5 bronzi vinti tra il 1904 e il 1906.

### Calcio
Rossi era nella rosa dell'Andrea Doria, giocando quattro incontri sui sette disputati dai biancoazzurri, che ottenne il terzo posto nella fase finale della Prima Categoria 1907.

### Pallanuoto
Con il Genoa Cricket and Football Club Waterpolo, vinse nel 1914 il campionato italiano di pallanuoto.

## Palmarès

### Pallanuoto

#### Club
- Campionato italiano: 1

Genoa:1914

### Nuoto

#### Campionati italiani di nuoto
2 titoli individuali, così ripartiti:
- 1 nel fondo
- 1 nel miglio

| Anno | Edizione | st.libero stadio | st.libero miglio | st.libero fondo | nuoto sul fianco 100 m |
| ---- | -------- | ---------------- | ---------------- | --------------- | ---------------------- |
| 1903 | Assoluti | nd               | 1                | nd              | nd                     |
| 1904 | Assoluti | 1                | 1                | nd              | 1                      |
| 1906 | Assoluti | 1                | nd               | 1               | nd                     |
| 1914 | Assoluti | nd               | nd               | 1               | nd                     |